# Prazepam
Prazepamul este un medicament din clasa 1,4-benzodiazepinelor, fiind utilizat în tratamentul anxietății. Calea de administrare disponibilă este cea orală. Prezintă efecte anxiolitice, hipnotice și sedative, anticonvulsivante și miorelaxante.

## Utilizări medicale
Prazepamul este utilizat, în unele state, în tratamentul de scurtă durată al anxietății severe sau invalidante.

## Farmacologie
Prazepamul se metabolizează la N-desmetildiazepam. Ca toate benzodiazepinele, acest metabolit acționează ca modulator alosteric pozitiv al receptorului de tip A pentru acidul gama-aminobutiric (R GABAA), reducând excitabilitatea neuronilor.